# اندردیو
اندردیو (Andarəxšēd) یا ایندرا در نسک های زرتشتی به عنوان دشمن یکی از امشاسپندان معرفی می‌شود. امشاسپند اردیبهشت نماینده پاکیزگی، راستی و اشای کیهانی است. اندردیو به عنوان نیروی مخالف، نماد فساد و آلودگی و بر هم زدن اشای کیهانی به شمار می‌آید و در تقابل با اردیبهشت قرار دارد که مظهر نظم و پاکی است.
در ودا ایندره نام خدایی نیرومند است ولی در اوستا جایگاه او به دیوی تقلیل می‌یابد. لقب ایندره بهرام است در ادبیات زرتشتی به صورت ایزدی نشان داده می‌شود.

## واژه‌شناسی
نام «ایندرا» ریشه‌شناسی قطعی ندارد. به احتمال زیاد، این نام مشتق اولیه‌ای از ریشه هند و اروپایی *√H3eid- به معنای «متورم شدن» با افزونه بینی (*nasal infix) است. بنابراین، به صورت *i-n-d-rā- به معنای «قوی» > índra- به عنوان یک اسم خاص (n. pr.) با تغییر تأکید ثانویه درآمده است. ارتباط این نام با ریشه هند و اروپایی *H2ner- یا ریشه ایرانی *nar- به معنای «مرد» از نظر ساختاری غیرممکن است. هرچند که در ریگ‌ودا (RV) شکل سه‌هجایی índara-، به‌ویژه در حالت ندایی (vocative) رایج است، اما این الزاماً با شکل میتانی din-da-ra یا din-tar موازی نیست.

## در سنت ایرانی
در سنت ایرانی، که عمدتاً در اوستا و همچنین در متون پهلوی و شاهنامه حفظ شده است، اثری از اسطوره‌ای مشابه ایندرا و مار (وَرثره) دیده نمی‌شود. به‌جای آن، سنت ایرانی دو جفت شخصیت را ارائه می‌دهد: ثریته (Ved. Trita)، که پسرش کرساسپ مار شاخدار را می‌کشد، و آثویه (Ved. Āptya)، که پسرش ثرائتئونه (پهلوی فریدون، فارسی نو فردوسی) اژی دهاکه (پهلوی اژدهاگ، شاهنامه ضحاک، فارسی نو اژدها) را از بین می‌برد.
نام ایندرا تنها دو بار در اوستا ذکر شده است. در وندیداد ۱۰.۹ آمده است که «ایندرا... سوروا... ننگهیثیه» را باید دشمن شمرد. در وندیداد ۱۹.۴۳، ایندرا در فهرست دیوان پس از اهریمن ذکر شده است.
در متون پهلوی، مانند بندهش و دینکرد، ایندرا در کنار دیگر دیوان برجسته، نقش اغواگر و گمراه‌کننده را بازی می‌کند که انسان‌ها را از عبادت و اعمال درست دور می‌کند.
این موارد نشان می‌دهد که ایندرا در سنت ایرانی به دلیل ویژگی‌های خشونت‌آمیز خود، پس از اصلاحات زرتشت، به یک دیو تبدیل شده است.

## جایگاه اندردیو
اندردیو در دین زرتشتی نماد فساد و کثافت است که سعی در نابودی آفرینش و نظام اخلاقی و طبیعی دارد. این شخصیت با عمل خود به نوعی در تلاش است که تعادل موجود در جهان را بر هم زند. به عبارت دیگر، او دشمن پاکی و راستی است.
این مفهوم نشان‌دهندهٔ تقابل دائمی بین نیروهای خیر و شر در کیهان‌شناسی زرتشتی است. در این نگاه، هر امشاسپند در برابر یک نیروی شریر قرار دارد که به وظایف مخالف آن امشاسپند عمل می‌کند.
اندردیو همچنان نماد تاریکی و نیروهای اهریمنی است که می‌کوشد ارزش‌هایی همچون پاکی و راستی را نابود کند. دشمنی او با حقیقت از ویژگی‌های برجسته اوست. اندردیو با گسترش دروغ و فریب، بی‌سامانی را در جهان افزایش می‌دهد و در پی برهم زدن قانون اشا، یعنی نظم جهان‌آفرین، است.
از آنجا که اردیبهشت، امشاسپند پیوند خورده با آتش پاک و نماینده راستی است، اندردیو در برابر این نماد پاکی ایستادگی می‌کند. او می‌کوشد آتش را بیالاید و تقدس و سامان آن را برهم زند.
اندردیو همچنین نماد پلیدی و بی‌سامانی در جنبه‌های گوناگون اخلاقی، جسمانی و مینوی است. او برای ویرانی ساختارهای پاک و سامان‌یافته و برپایی هرج‌ومرج و آشفتگی تلاش می‌کند.